# Raphael Martinho
Raphael Martinho Alves de Lima, noto semplicemente come Martinho (Campo Grande, 15 aprile 1988), è un ex calciatore brasiliano, di ruolo centrocampista o ala.

## Biografia
Ha il passaporto italiano, grazie alle sue origini italiane.

## Caratteristiche tecniche
È un esterno di fascia sinistra che può giocare sia come terzino che come ala essendo in grado di interpretare bene entrambe le fasi di gioco; talvolta viene impiegato anche come interno sinistro in un centrocampo a tre.
Possiede un ottimo dribbling, un tiro potente e fa della progressione palla al piede il suo punto di forza essendo dotato di un'ottima tecnica individuale, in velocità.

## Carriera
Inizia la carriera a dodici anni in una squadra giovanile del suo paese, quindi entra a far parte delle giovanili dell'Atlético Paranaense.
Notato dai dirigenti del Paulista, a quindici anni viene tesserato ed inserito nella formazione giovanile. A diciannove anni viene prestato al Votoraty di San Paolo, con cui esordisce nel Campionato Paulista. Con la squadra ottiene la promozione in Serie A-3 e quindi nel 2009 ritorna al Paulista. Qui diviene un esterno sinistro di centrocampo.
Il 23 marzo 2010 la sua squadra batte il Corinthians e Martinho è autore dell'assist per il gol vittoria.
Il 22 maggio seguente, viene ufficializzato da parte della società brasiliana, il suo passaggio alla squadra italiana del Catania, con cui firma un contratto quinquennale.
Il 24 ottobre seguente, fa il suo esordio sia nel campionato italiano che con la maglia del Catania, in Genoa-Catania (1-0): gioca titolare lasciando il campo al 65' per far posto ad Ezequiel Carboni.
Il 25 novembre seguente, firma il suo primo gol italiano, in Coppa Italia, contro il Brescia per il momentaneo 1-0; la partita si chiuderà alla fine 5-1 per gli etnei.
Il 5 agosto 2011 viene ceduto in prestito con diritto di riscatto della comproprietà al Cesena. Esordisce in maglia bianconera il 20 ottobre, nel derby Bologna-Cesena (0-1).
A fine stagione rientra al Catania per la scadenza del prestito. Il 19 luglio 2012 passa in prestito con diritto di riscatto della compartecipazione al Verona. Il 21 settembre 2012, nella 5ª giornata della Serie B 2012-2013, il giocatore segna il suo primo gol italiano, aprendo le marcature della gara casalinga della sua squadra contro il Novara, terminata 1-1. Con 10 marcature distribuite in 30 partite contribuisce alla promozione in Serie A degli scaligeri, e la società riscatta la compartecipazione del suo cartellino, il 15 settembre 2013 segna il suo primo gol in Serie A contro il Sassuolo (2-0). Al termine della stagione il suo cartellino torna per intero di proprietà del Catania. Colleziona 20 presenze e 4 gol in Serie B con gli etnei.
Il 28 luglio 2015 rescinde il contratto col Catania e lo stesso giorno firma un contratto triennale con il Carpi neo-promosso in Serie A. Gioca 13 partite in campionato e il 30 luglio 2016, dopo aver rescisso il contratto con gli emiliani subito retrocessi, firma un biennale con il Bari di nuovo in B. Debutta nel Bari alla prima giornata contro il Cittadella, nella partita persa per 2-1. La stagione termina con la squadra al 12º posto in classifica. Nella stagione successiva, al termine del mercato estivo, finisce fuori dalla lista dei giocatori over utilizzabili in campionato.
L'8 gennaio 2018 passa all'Ascoli, firmando fino al termine della stagione con rinnovo automatico in caso di salvezza.
Il 31 agosto dello stesso anno passa alla Virtus Entella, club ligure appena retrocesso in Serie C dopo aver perso i play-out proprio con l'Ascoli. Dopo aver recuperato dall'ennesimo infortunio, debutta il 4 novembre nella vittoria per 2-0 contro il Pisa e gioca poi altre quattro partite di Serie C, sempre subentrando a partita in corso. Il 6 dicembre è uno dei protagonisti della storica vittoria ai rigori contro il Genoa nel quarto turno di Coppa Italia, giocando da titolare per un'ora. Il 30 gennaio 2019 indossa la fascia da capitano nella sconfitta contro la Carrarese per 3-4, gara valida per i sedicesimi di Coppa Italia Serie C. Questa è la sua settima e ultima partita disputata con i biancocelesti poiché il giorno dopo su Instagram annuncia la rescissione del contratto.
Il 3 aprile 2019 si accorda con il São Bento, squadra brasiliana di Série B.
Il 28 febbraio 2020, Martinho ha firmato per il Manaus. Mai impiegato in gare ufficiali, rescinde il proprio contratto il 22 ottobre dello stesso anno, giorno in cui si trasferisce alla Portuguesa. Anche qui, però, non scende mai in campo.
Il 19 settembre 2021 il calciatore brasiliano firma per il Sona, militante in Serie D. Il 1⁰ luglio 2022, alla scadenza del suo contratto, rimane svincolato.

## Statistiche

### Presenze e reti nei club
Statistiche aggiornate al 30 gennaio 2019.
| Stagione        | Squadra         | Campionato      | Campionato | Campionato | Coppe nazionali | Coppe nazionali | Coppe nazionali | Coppe continentali | Coppe continentali | Coppe continentali | Altre coppe | Altre coppe | Altre coppe | Totale | Totale |
| Stagione        | Squadra         | Comp            | Pres       | Reti       | Comp            | Pres            | Reti            | Comp               | Pres               | Reti               | Comp        | Pres        | Reti        | Pres   | Reti   |
| --------------- | --------------- | --------------- | ---------- | ---------- | --------------- | --------------- | --------------- | ------------------ | ------------------ | ------------------ | ----------- | ----------- | ----------- | ------ | ------ |
| 2009            | Votoraty        | A3/SP           | 25         | 4          | -               | -               | -               | -                  | -                  | -                  | -           | -           | -           | 25     | 4      |
| 2010            | Paulista        | A1/SP           | 6          | 0          | -               | -               | -               | -                  | -                  | -                  | -           | -           | -           | 6      | 0      |
| 2010-2011       | Catania         | A               | 11         | 0          | CI              | 3               | 1               | -                  | -                  | -                  | -           | -           | -           | 14     | 1      |
| 2011-2012       | Cesena          | A               | 18         | 0          | CI              | 1               | 0               | -                  | -                  | -                  | -           | -           | -           | 19     | 0      |
| 2012-2013       | Verona          | B               | 30         | 10         | CI              | 2               | 0               | -                  | -                  | -                  | -           | -           | -           | 32     | 10     |
| 2013-2014       | Verona          | A               | 20         | 2          | CI              | 2               | 0               | -                  | -                  | -                  | -           | -           | -           | 22     | 2      |
| Totale Verona   | Totale Verona   | Totale Verona   | 50         | 12         |                 | 4               | 0               |                    | -                  | -                  |             | -           | -           | 54     | 12     |
| 2014-2015       | Catania         | B               | 20         | 4          | CI              | 2               | 1               | -                  | -                  | -                  | -           | -           | -           | 22     | 5      |
| Totale Catania  | Totale Catania  | Totale Catania  | 31         | 4          |                 | 5               | 2               |                    | -                  | -                  |             | -           | -           | 36     | 6      |
| 2015-2016       | Carpi           | A               | 13         | 0          | CI              | 2               | 0               | -                  | -                  | -                  | -           | -           | -           | 15     | 0      |
| 2016-2017       | Bari            | B               | 12         | 0          | CI              | 2               | 0               | -                  | -                  | -                  | -           | -           | -           | 14     | 0      |
| 2017-gen. 2018  | Bari            | B               | 0          | 0          | CI              | 0               | 0               | -                  | -                  | -                  | -           | -           | -           | 0      | 0      |
| gen.-giu. 2018  | Ascoli          | B               | 9          | 0          | CI              | 0               | 0               | -                  | -                  | -                  | -           | -           | -           | 9      | 0      |
| 2018-gen. 2019  | Virtus Entella  | C               | 5          | 0          | CI+CI-C         | 1+1             | 0               | -                  | -                  | -                  | -           | -           | -           | 7      | 0      |
| Totale carriera | Totale carriera | Totale carriera | 169        | 20         |                 | 16              | 2               |                    | -                  | -                  |             | -           | -           | 185    | 22     |